# Cheilite
La cheilite è un'infiammazione cutanea al labbro che si manifesta con taglietti, gonfiori e anche ulcerazioni che partono dagli angoli o dal bordo e si estendono sulle labbra.

## Tipologia
- Cheilite solare
- Cheilite angolare

## Eziologia
Può essere dovuta ad allergia, ad anemia megaloblastica, carenze vitaminiche (vitamina B12) oppure ancora ad agenti esterni (sole, freddo, etc.).